# Mark Gillespie
Mark Joseph Gillespie (ur. 27 marca 1992 w Newcastle upon Tyne) – angielski piłkarz występujący na pozycji bramkarza w angielskim klubie Newcastle United, którego jest wychowankiem. W trakcie swojej kariery grał także w takich zespołach, jak Carlisle United, Blyth Spartans, Walsall oraz Motherwell.